# Igor' Gridnev
Igor' Gridnev (in russo Игорь Гриднев?; 11 agosto 1985) è uno schermidore russo.

## Biografia
Ha conquistato una medaglia di bronzo nei campionati europei di scherma di Kiev del 2008 nella gara di fioretto a squadre.

## Palmarès
In carriera ha conseguito i seguenti risultati:
- Europei di scherma

Kiev 2008: bronzo nel fioretto a squadre.